# The Sum of All Fears (film)
The Sum of All Fears (Nederlands: De som van alle angsten.)
is een Amerikaanse actiethriller uit 2002. De
film is gebaseerd op het boek The Sum of All Fears
van Tom Clancy maar volgt dit niet helemaal. De hoofdrollen worden
vertolkt door Ben Affleck en Morgan Freeman.

## Verhaal
Tijdens de Jom Kippoeroorlog in 1973 wordt een Israëlisch A-4 Skyhawk-gevechtsvliegtuig met een kernwapen aan boord boven de Golanhoogten neergehaald. Vele jaren later, in 2002, wordt de bom gevonden door bewoners en via via verkocht aan de Zuid-Afrikaanse wapenhandelaar Olson. Die verkoopt het tuig voor 45 miljoen dollar aan de Oostenrijkse miljardair en neonazi Richard Dressler.
Intussen overlijdt de Russische president Zorkin. Hij wordt opgevolgd door de vrijwel onbekende Alexander Nemerov. Omdat zo weinig van de man bekend is vraagt de directeur van de Amerikaanse inlichtingendienst CIA William Cabot de opinie van de jonge CIA-analist Jack Ryan.
Die heeft immers intensief onderzoek naar Nemerov gevoerd. Tijdens een routinecontrole van Russische nucleaire installaties worden Cabot en Ryan uitgenodigd op het Kremlin om Nemerov persoonlijk te ontmoeten. De spanning is echter te snijden als de president vraagt dat de VS zich niet langer zouden bemoeien in Ruslands conflict met de Tsjetsjenen.
Tijdens de inspectie merkt Ryan op dat drie kerntechnici niet aanwezig zijn. Nemerovs medewerker Anatoli Groesjkov zegt dat ze respectievelijk ziek, op vakantie en overleden zijn. Cabot heeft echter een informant in Moskou met de codenaam Spinnaker. Die spreekt dat tegen en zegt dat Rusland zelf niet weet waar de drie zich bevinden. Wanneer ze terug in de VS zijn, stuurt Cabot agent John Clark eropuit om de drie te vinden. Clark vindt ze dood terug in Oekraïne, waar ze aan een kernwapen voor Dressler bleken te werken.
Later neemt president Nemerov de verantwoordelijkheid van een gasaanval op de Tsjetsjeense hoofdstad Grozny. Die aanval was echter niet goedgekeurd door Moskou. Bezorgd om Nemerovs schijnbaar zwakke positie sturen de VS vredestroepen naar Tsjetsjenië. Dan echter arriveert het kernwapen van Dressler in de VS. Verborgen in een sigarettenautomaat wordt het neergezet in een American football-stadion in Baltimore. In een opname verklaart Dressler dat hij genoeg heeft van de overmacht van de VS en Rusland op andere landen. Net als Adolf Hitler wil hij nu beide naties vernietigen. Maar hij wil dit niet doen zoals Hitler, die tegen beide ten oorlog trok. Hij zou ervoor zorgen dat de VS en Rusland elkaar vernietigden door een kernoorlog uit te lokken tussen deze twee supermachten die toch al op gespannen voet met elkaar leefden.
Nu zitten president Robert Fowler van de VS en Cabot net in het stadion met de bom. Ryan waarschuwt Cabot die ervoor zorgt dat de president geëvacueerd wordt. Ze zijn nog maar net weg of er volgt een kernexplosie die het stadion en een deel van de stad wegvaagt. Fowler en Cabot overleven en de president wordt weggebracht naar een Boeing E-4 uitgerust als commandocentrum. Ook Ryan en zijn vriendin Catherine Muller overleven, maar Cabot overlijdt later alsnog in het ziekenhuis.
Inmiddels geloven de Amerikanen dat Rusland verantwoordelijk was voor de "kernaanval" en begint de situatie te escaleren. Dressler gooit nog olie op het vuur door Doebinin te bellen, een corrupte generaal in de Russische luchtmacht en betaald door Dressler. Die laat enkele Tupolev Tu-22M's een luchtaanval uitvoeren op het Amerikaanse supervliegdekschip USS John C. Stennis in de Noordzee, na de piloten wijs te hebben gemaakt dat een Amerikaanse ballistische raket Moskou heeft getroffen. Als reactie laat Fowler de basis van die vliegtuigen aanvallen met F-16's. Om te laten zien dat hij bereid is tot het uiterste te gaan, laat hij kernraketten prepareren voor een nucleaire aanval op Rusland. Als reactie daarop laat ook Nemerov kernraketten klaarzetten voor een tegenaanval.
Dan ontdekt Ryan dat het plutonium uit de kernbom die in Baltimore ontplofte van Amerikaanse origine was. De bom kon dus onmogelijk uit Rusland komen. Hij slaagt er echter niet in die boodschap tot bij de president te brengen. Hij ontdekt ook dat Dressler achter de kernexplosie zat en na het overlijden van Cabot komt hij van Spinnaker te weten dat de VS het
plutonium in het geheim aan Israël hadden geleverd voor het nucleaire programma van die bondgenoot. Ryan gaat naar het Pentagon en kan daar de Russische president Nemerov bereiken. Op basis van Ryans verhaal stelt die een tijdelijke wapenstilstand voor aan zijn Amerikaanse ambtsgenoot.
De twee presidenten ontmoeten elkaar in Moskou en herstellen de vrede. Intussen sporen hun inlichtingendiensten de terroristen op om ze vervolgens om te brengen. Agent John Clark snijdt Olsons keel door. Russische agenten brengen Doebinin om. Dressler ten slotte komt om door een autobom geplaatst door Groesjkov. Aan het einde houden Fowler en Nemerov samen een toespraak over massavernietigingswapens voor het Witte Huis. In een nabijgelegen park zitten Ryan en zijn vriendin Muller te picknicken. Daar komt Groesjkov naar hen toe die onthult dat hij Spinnaker is. Hij geeft hun een verlovingsgeschenk. Ryan en Muller zijn ontsteld aangezien nog niemand wist dat ze verloofd waren. Ryan vraagt Groesjkov hoe hij het wist, maar die lacht eens en wandelt weg.

## Rolbezetting
| Acteur            | Personage         | Opmerkingen                         |
| ----------------- | ----------------- | ----------------------------------- |
| Ben Affleck       | Jack Ryan         | CIA-analist                         |
| Morgan Freeman    | William Cabot     | hoofd van de CIA                    |
| James Cromwell    | Robert Fowler     | president van de VS                 |
| Ciarán Hinds      | Alexander Nemerov | president van Rusland               |
| Alan Bates        | Richard Dressler  | Oostenrijkse neonazi                |
| Liev Schreiber    | John Clark        | CIA-agent                           |
| Bridget Moynahan  | Catherine Muller  | dokter, vriendin van Jack Ryan      |
| Colm Feore        | Olson             | Zuid-Afrikaanse wapenhandelaar      |
| Ken Jenkins       | Pollack           | admiraal                            |
| Bruce McGill      | Gene Revell       |                                     |
| John Beasley      | Lasseter          | generaal                            |
| Russell Bobbitt   |                   | Israëlische piloot                  |
| Philip Baker Hall | David Becker      |                                     |
| Al Vandecruys     |                   | kolonel van STRATCOM                |
| Richard Cohee     | Weather           | generaal                            |
| Philip Pretten    |                   | militair raadgever van de president |
| Alison Darcy      |                   | personeelslid van de president      |
| Richard Marner    | Zorkin            | president van Rusland               |
| Ostap Soroka      |                   | tolk van president Zorkin           |
| Philip Akin       | Wilkes            | generaal                            |

## Prijzen en nominaties
De film won volgende prijzen:
- 2003 - Visual Effects Society Awards: Beste ondersteunende visuele effecten in een film.
- 2003 - BMI Film & TV Awards: Prijs voor de muziek van Jerry Goldsmith.

De film werd ook genomineerd voor de volgende prijzen:
- 2003 - Political Film Society: Vrede.
- 2003 - DVD Exclusive Awards: Beste dvd-audiocommentaar.
- 2003 - Black Reel Awards: Beste bijrol voor Morgan Freeman.
- 2004 - Saturn Awards: Beste dvd-collectie.